# 박소은 (인터넷 방송인)
박소은(1993년 8월 26일 ~ 2020년 7월 13일)은 대한민국의 아프리카TV와 유튜브에서 활동했던 인터넷 방송인이다. 